# Mutterficker
Mutterficker ist ein am 6. Mai 2016 erschienenes Album des Deutschrappers Frauenarzt. Es stellt das erste Soloprojekt des Berliners dar, mit dem er eine Platzierung in den deutschen Albumcharts erreichen konnte.

## Titelliste
| CD 1: Standardalbum | CD 2: Bonusalbum (in der Limited-Deluxe-Box enthalten) |
| 1. KKF – 3:25 2. Zieh dein Shirt aus – 3:02 3. Nachbarviertelterrorist – 3:00 4. Blaulicht – 3:01 5. Alles gute – 3:11 6. Fickfinger – 3:02 7. Eine Kugel – 2:29 8. Buuuh (feat. Taktloss) – 2:50 9. Westberlin – 3:05 10. Ketten raus Kragen hoch – 2:35 11. 666 – 2:36 12. Mein Bae – 2:58 13. Wir geben keinen Fick (feat. MC Bomber) 3:02 | 1. KKF (Kool Savas & Smoove RMX) – 3:26 2. Zieh dein Shirt aus (RMX) (feat. SXTN) – 3:27 3. Nachbarviertelterrorist (RMX) (feat. Karate Andi) – 3:00 4. Blaulicht (RMX) (feat. Audio88 & Yassin) – 3:01 5. Alles gute (DJ Desue RMX) – 3:18 6. Fickfinger (RMX) (feat. Corus 86) – 3:04 7. Eine Kugel (RMX) (feat. King Orgasmus One) – 2:29 8. Buuuh (DJ Reckless RMX) (feat. Taktloss) – 2:58 9. Westberlin (RMX) (feat. Prinz Porno) – 3:15 10. Ketten raus Kragen hoch (RMX) (feat. Haiyti) – 2:35 11. 666 (RMX) (feat. Basstard) – 2:35 12. Mein Bae (RMX) (feat. MC Bogy) – 3:49 13. Wir geben keinen Fick (RMX) (feat. MC Bomber, K.I.Z, Shacke One) – 3:13 |

## Kritik
| Professionelle Bewertungen | Professionelle Bewertungen |
| -------------------------- | -------------------------- |
| Kritiken                   |                            |
| Quelle                     | Bewertung                  |
| Laut                       | [ 3 ]                      |
| Backspin Hip Hop Magazin   | 8,1/10                     |

Das Online-Musikmagazin laut.de konstatiert in einem Interview mit dem Rapper unter anderem, dass das Album überwiegend auf oberflächlich gehaltenen, schlecht gereimten Texten beruht, die jedoch, im Gesamtkontext gesehen, einen „[…] gewissen Unterhaltungswert […]“ bieten. Die Mitarbeiter des Backspin Hip Hop Magazins bewerteten Mutterficker unter anderem als „starkes“ und „energisches Album“.
Das Hip-Hop Journal MZEE resümiert: „Mit Mutterficker findet Frauenarzt nicht nur wieder zurück zum hiesigen HipHop, er verleiht ihm zusätzlich seine ganz eigene, altbekannte und doch irgendwie frische Note. Nur wirklich familienfreundlich ist das Ganze (zum Glück) nicht.“

## Charts und Chartplatzierungen
| ChartsChartplatzierungen | Höchstplatzierung | Wochen |
| ------------------------ | ----------------- | ------ |
| Deutschland (GfK)        | 7 (3 Wo.)         | 3      |
| Österreich (Ö3)          | 42 (1 Wo.)        | 1      |
| Schweiz (IFPI)           | 44 (1 Wo.)        | 1      |

## Videoauskopplungen
Vor dem Erscheinungsdatum wurden über den Youtube-Kanal PROLETIK am 3. März 2016, am 24. März 2016, am 21. April 2016 und am 4. Mai 2016 Musikvideos zu den Titeln KKF, Zieh dein Shirt aus, Ketten raus Kragen hoch und Blaulicht veröffentlicht.
Am 12. Mai 2016 folgte ein weiteres Musikvideo zu dem Titel Nachbarviertelterrorist (RMX), welches über Selfmade Records, das Label des Featuregasts Karate Andi, publiziert wurde.

## Tournee
Mit MC Bomber im Vorprogramm ging Frauenarzt mit dem Album Anfang Mai 2016 auf Tour durch Deutschland. Aufgrund der besonders anstößigen Texte und der nicht jugendfreien Bühnenshow waren die Konzertkarten ausschließlich für Volljährige zu erwerben.